# Andalusia (Alabama)
Andalusia ist eine Stadt im 1821 gebildeten Covington County im US-Bundesstaat Alabama und Sitz der County-Verwaltung (County Seat). Das U.S. Census Bureau hat bei der Volkszählung 2020 eine Einwohnerzahl von 8.805 ermittelt.

## Geographie
Andalusia liegt 118 Kilometer südlich von Montgomery, 163 Kilometer nordöstlich von Mobile und 233 Kilometer nordwestlich von Tallahassee. Das Stadtgebiet hat eine Fläche von 49,1 km², wovon 0,2 km² Wasserfläche ist.

## Geschichte
Das Wort Andalusia wird zusammengesetzt aus den zwei spanischen Wörtern Ande, gehen und lutier einfach. So bedeutet Andalusia einfach zu gehen. Der Ort entstand 1841, als der Conecuh River geflutet wurde und die Bewohner der Gegend gezwungen waren, in höhergelegene Gebiete umzusiedeln. 1844 wurde der County Seat von Montezuma nach Andalusia verlegt. 1846 entstand hier das erste Postamt, seither trägt die Stadt ihren aktuellen Namen.
1899 wurden zwei Eisenbahnverbindungen durch Andalusia verlegt, was das Wachstum der Stadt beschleunigte. Die Bevölkerung betrug im Jahr 1900 551 Einwohner, jedoch lebten zu dieser Zeit die Menschen auf zerstreuten Bauernhöfen. Durch die Jahre wuchs Andalusia langsam aber stetig. Das Stadtgebiet wurde mehrmals vergrößert. Heute ist Andalusia mit 8897 Einwohnern die größte Stadt im County.
Sieben Bauwerke und Stätten in Andalusia sind im National Register of Historic Places aufgeführt, darunter das Covington County Courthouse and Jail (Stand 13. Juli 2019).

## Verkehr
Andalusia wird durchquert vom U.S. Highway 29 sowie dem U.S. Highway 84, darüber hinaus verlaufen die Alabama State Route 55 und Alabama State Route 15 durch den Ort. Etwa 40 Kilometer nordwestlich des Ortes verläuft der Interstate 65.

## Söhne und Töchter der Stadt
- Erica Boyer (1956–2009), Pornodarstellerin
- Robert Horry (* 1970), ehemaliger Basketballspieler, siebenfacher NBA-Gewinner
- Frank J. Tipler (* 1947), Professor der mathematischen Physik an der Tulane University in New Orleans mit den Spezialgebieten Kosmologie, Allgemeine Relativitätstheorie, Elementarteilchenphysik und Komplexitätstheorie.